# Pseudobulweria
Pseudobulweria är ett släkte med havsfåglar inom familjen liror (Procellariidae). Släktet har tidigare länge behandlats som en grupp inom släktet Pterodroma trots morfologiska skillnader. Data från analyser av mitokondriellt DNA för enzymet cytokrom b visar att en uppdelning är korrekt och placerar istället släktet närmre lirorna av släktet Puffinus.
Tre av släktets arter – fijipetrell (P. brevirostris), newirelandpetrell (P. becki) och maskarenpetrell (P. aterrima) – bedöms som akut hotade (CR). Fijipetrell och newirelandpetrell är bland de minst kända av alla havsfåglar. Bland annat är häckningsplatsen för newirelandpetrellen okänd och båda arter har sällan observerats sedan de upptäcktes. Den fjärde arten, tahitipetrell (P. rostrata), är relativt vanlig i Stilla havet och är listad som nära hotad (NT) av IUCN. 

## Arter inom släktet
- Fijipetrell (Pseudobulweria macgillivrayi)
- Maskarenpetrell (Pseudobulweria aterrima)
- Tahitipetrell (Pseudobulweria rostrata)
- Newirelandpetrell (Pseudobulweria becki)